# Magolnik
Magolnik este o localitate din comuna Litija, Slovenia, cu o populație de 23 de locuitori.